# 国際公認管理会計士
米国公認管理会計士（こうにんかんりかいけいし、英語：Certified Management Accountant、略称CMA）とは、管理会計、意思決定、原価管理、内部統制などに特化し、国際企業の最高財務責任者（CFO, Controller）や監査役（Auditor）に必要な管理会計についての知識・技能を証明することを目的とする資格である。

## 概要
公認管理会計士は、アメリカ合衆国、オーストラリア、イギリス、カナダなどで管理会計士資格証制度を運営している。カナダの場合、チャータード・アカウンティント（CA）とチャータード・ジェネラル・アカウンタント（CGA）に分けられたが、数年前にチャータード・マネジメント・アカウンティング（CMA）に資格を統合した。

## CMA試験制度

### 資格取得要件
- 準学士以上の学位（経済学、経営学、商学、法学に限る）
- 3年以上の関連分野実務経験（管理会計、財務分析）
- 倫理規制の遵守
- 試験合格

### 試験科目
<PART 1> Financial Reporting, Planning, Performance, and Control
- External Financial Reporting Decisions
- Planning, Budgeting and Forecasting
- Performance Management
- Cost Management
- Internal Control

<PART 2> Financial Decision Making
- Financial Statement Analysis
- Corporate Finance
- Decision Analysis
- Risk Management
- Investment Decisions
- Professional Ethics

### 試験形態と合格基準
Prometric Centerで予約し、試験を受けることができ、CBTに進む。合計2つのパーツで構成されており、各パートごとに客観式100問題3時間、主観式2問題1時間で、客観式問題プールが終了後すぐに採点して50％以上合わせることができなかった場合、主管式試験に受験できず、試験が直ちに終了する。
500点満点中360点以上で合格（72％）

### 資格活用度
アメリカやオーストラリアにおいて、資格証取得優先順位論議は常にある。
CPA試験がCMA、CIAの勉強範囲を相当部分含むが、CPAの主な業務領域はExternal Audit、Taxである上、広い業務領域で活動しているため、実際の会計処理の適用までを確認することが難しいがゆえ、アメリカやオーストラリアにおいても、企業財務チーム長や原価管理、財務企画分野はCMA、内部監査人はCIAでイメージメイキングが区分されている。そのため、CPAでさえCPA取得後にMBAを取得することでなければ、CMA資格取得を勧める場合もかなり見られる。
韓国においても、大企業や銀行などの金融圏で昇進時に加算点を付与するなど、高級資格としての地位を高めている。
CMA保有者は、資格のsyllabusとpractice levelに対して通常非常に満足している。なぜなら会社の実務で実際に悩んでみたことが試験問題で多く扱われるからである。アメリカやオーストラリアにおいてもCMA実務を日々実践する専門家も多い。